# Xã Brady, Quận Saginaw, Michigan
Xã Brady (tiếng Anh: Brady Township) là một xã thuộc quận Saginaw, tiểu bang Michigan, Hoa Kỳ. Năm 2010, dân số của xã này là 2.218 người.